# Clare Kenny
Clare Kenny (* 11. Januar 1976 in Manchester) ist eine britische Fotografie- und Objektkünstlerin, die in Basel und Manchester lebt und arbeitet.

## Leben und Werk
Clare Kenny wuchs in Manchester in England auf. Sie studierte an der Chelsea School of Art in London (Bachelor in bildender Kunst) und an der HSLU in Luzern (Master in Kunst im öffentlichen Raum). Sie lebt und arbeitet in der Schweiz in Basel seit 2007. Clare Kenny erhielt den Kunstkredit-Preis der Stadt Basel in 2013 und 2017/18. Sie nahm 2018 am Programm Residency Unlimited in New York teil, arbeitete 2015 mit Unterstützung von ProHelvetia am Institute for Provocation in Beijing und 2013 in Paris (IAAB cite des Artes).
In 2016 gewann sie den Wettbewerb der Stadt Basel für Kunst im öffentlichen Raum für eine Wandmalerei im Gundeldinger Quartier. Ihre Wandmalerei Site Unseen an der Westwand der Liegenschaft an der Gundeldingerstrasse 311 wurde im Juni 2016 umgesetzt.

## Ausstellungen
- 2014: Monolithic Water, Kunsthaus Zürich, Zürich[7]
- 2016: DingDing, Aargauer Kunsthaus, Aarau[8]
- 2017: Industrial Romantic, Rochdale Art Gallery, Manchester, UK[9]
- 2019: If I was a Rich Girl, Kunst Raum Riehen, Riehen[10][11]